# Peter Eriksson (ryttare)
Ulf Peter Tobias Eriksson,  född 6 oktober 1959 i Västra Karup, Kristianstads län, är en svensk ryttare i banhoppning. Peter Eriksson har deltagit i fem OS och var med när det svenska landslaget tog silver i OS i Aten 2004. Han innehar 6 SM-guld, samt silvermedaljer från både VM och EM. Peter placerade sig även på tredje plats i Världscupen 1995 och har fått hela 8 championtecken. 
Eriksson har toppat årsrankingen i Sverige tre gånger under sin karriär och var förste svensk att hamna bland topp 20 i världsrankningen. Idag bor han i Flyinge och tävlar för Flyinge Hästsportklubb, men ägnar sig även åt bilsport och tävlar med sin egen Porsche. 2010 ersatte Eriksson hoppryttaren Jens Fredricson som lärare för hippolog- och unghästutbildningsprogrammet på Flyinge. Peter Eriksson är bror till hästtränaren och tävlingskusken Tomas Eriksson.

## Biografi
Eriksson föddes 1959 i samhället Västra Karup i närheten av Ängelholm. Han hade ett tidigt intresse för hästar och ridning och började rida som 12-åring. Som 16-åring började han på en tvåårig utbildning på lantbruksskola. 
Vid sjutton års ålder fick Eriksson 1976 sin första framgång då han vann silvret i Ponny-SM. Strax därefter övergick han som junior till stor häst. 1983 vann han sitt första SM-guld i Stockholm och placerade sig i topp 3 de kommande två åren, samt fyra år på raken från 1993 till 1996. 1984 deltog han i sitt första OS i Los Angeles, USA. Han deltog även i OS 1992 i Barcelona, 1996 i Atlanta, 2004 i Aten och 2008 i Hongkong/Peking.
I början av 2000-talet var Erikssons karriär i topp. 2001 vann han silver i EM i Arnhem, Nederländerna och även året efter vann han silver i VM i Jerez de la Frontera, Spanien. Han återvände även till SM och tog silver både 2003 och 2004, men den största framgången fick han under OS i Aten 2004 då han tillsammans med det svenska landslaget tog silvermedaljen. 2007 tog han silver i ute-SM och guldet i inne-SM i Falun.
I augusti 2010 tog Eriksson över rollen som lärare för hippolog- och unghästutbildningsprogrammet på Flyinge, efter hoppryttaren Jens Fredricson.

## Meriter

### Guld
- SM i Stockholm 1983 (individuell)
- SM i Örebro 1985 (individuell)
- SM i Örebro 1994 (individuell]
- SM i Norrköping 1995 (individuell)
- SM i Jennylund 1996 (individuell)
- SM inne i Grevagården 2007 (individuell)

### Silver
- OS 2004 i Aten (lag)
- VM 2002 i Jerez de la Frontera (lag)
- EM 2001 i Arnhem (lag)
- SM i Askim 1984 (individuell)
- SM i Örebro 1985 (individuell)
- SM i Västerås 2003 (individuell)
- SM i Ängelholm 2004 (individuell)
- SM (inne) i Falun 2007 (individuell)
- Ponny-SM 1976 (individuell)

### Brons
- SM i Borås 1993 (individuell)
- SM i Hamre 1995 (individuell)

### Övriga meriter
- Rankad etta på årsrankingen i Sverige tre gånger, (1995, 1996 och 1998).
- Innehar 8 championtecken.
- Placerade sig på sjätte plats i världscupsfinalen 1995 i Göteborg.
- Har 6 SM-guld, 6 SM-silver och 2 SM-brons.

## Topphästar
- VDL Cardento 933 (född 1992), skimmelfärgad Holsteiner e:Capitol I
- Robin Z (1983-2008), brun Hannoveranare e:Ramiro Z
- Jaguar Mail (född 1997), brun halvblodshäst e:Hand in Glove
- Quite Easy 958 (född 1994), mörkbrun Holsteiner e:Quidam de Revel
- Imperator 529 (född 1972) Brun e. Gaspari 340 ue. Biarritz 294
- Al Cendo 1241 hingst (född 2007), brun, e Al Cantino 1091 ue. Cardento